# Corée du Sud aux Jeux olympiques d'été de 2012
La Corée du Sud participe aux Jeux olympiques d'été de 2012 à Londres. Il s'agit de sa 16e participation aux Jeux olympiques d'été.

## Médaillés

### Médailles d'or
| Sport                  | Discipline                          | Athlète(s)                                         | Performance         | Date                |
| Médailles d'or : 13    | Médailles d'or : 13                 | Médailles d'or : 13                                | Médailles d'or : 13 | Médailles d'or : 13 |
| ---------------------- | ----------------------------------- | -------------------------------------------------- | ------------------- | ------------------- |
| Escrime                | Sabre individuel femmes             | Kim Ji-yeon                                        | 15-9                | 1er août            |
| Escrime                | Sabre masculin par équipe           | Gu Bon-gil Won Woo-young Kim Jung-hwan Oh Eun-seok | 45-26               | 3 août              |
| Gymnastique artistique | Saut de cheval hommes               | Yang Hak-seon                                      | 16.533              | 6 août              |
| Judo                   | Moins de 81 kg hommes               | Kim Jae-bum                                        | 2 yuko              | 31 juillet          |
| Judo                   | Moins 90 kg hommes                  | Song Dae-nam                                       | ippon               | 1er août            |
| Lutte                  | Moins de 66 kg hommes               | Kim Hyeon-woo                                      | 1-0 / 2-0           | 7 août              |
| Taekwondo              | Moins de 67 kg femmes               | Hwang Kyung-seon                                   | 12 - 5              | 10 août             |
| Tir                    | Pistolet à 10 m air comprimé hommes | Jin Jong-oh                                        | 688.2               | 28 juillet          |
| Tir                    | Pistolet à 25 m femmes              | Kim Jang-mi                                        | 792.4               | 1er août            |
| Tir                    | Pistolet à 50 m hommes              | Jin Jong-oh                                        | 662.0               | 5 août              |
| Tir à l'arc            | Par équipes femmes                  | Lee Sung-jin Ki Bo-bae Choi Hyeonju                | 210                 | 29 juillet          |
| Tir à l'arc            | Individuel femmes                   | Ki Bo-bae                                          | 6-5                 | 2 août              |
| Tir à l'arc            | Individuel hommes                   | Oh Jin-hyek                                        | 7-1                 | 3 août              |

### Médailles d'argent
| Sport                  | Discipline                         | Athlète(s)                                           | Performance | Date       |
| ---------------------- | ---------------------------------- | ---------------------------------------------------- | ----------- | ---------- |
| Médailles d'argent : 9 |                                    |                                                      |             |            |
| Boxe                   | Poids légers hommes                | Han Soon-chul                                        | 9 - 19      | 12 août    |
| Escrime                | Épée féminine                      | Choi Eun-sook Choi In-jeong Jung Hyo-jung Shin A-lam |             | 4 août     |
| Natation               | 400 m nage libre hommes            | Park Tae-Hwan                                        |             | 28 juillet |
| Natation               | 200 m nage libre hommes            | Park Tae-Hwan                                        |             | 30 juillet |
| Taekwondo              | Moins de 58 kg hommes              | Lee Dae-hoon                                         | 8 - 17      | 8 août     |
| Tennis de table        | Par équipes hommes                 | Oh Sang-Eun Joo Se-Hyuk Ryu Seung-Min                | 0 - 3       | 8 août     |
| Tir                    | Pistolet à 50 m hommes             | Choi Young-rae                                       | 661.5       | 5 août     |
| Tir                    | Carabine à 50 m 3 positions hommes | Kim Jong-hyun                                        | 1272.5      | 6 août     |
| Haltérophilie          | Moins de 94 kg hommes              | Kim Min-jae                                          | 409 kg      | 4 août     |

### Médailles de bronze
| Sport                   | Discipline                  | Athlète(s) | Performance   | Date       |
| ----------------------- | --------------------------- | --- | ------------- | ---------- |
| Médailles de bronze : 8 |                             | |               |            |
| Badminton               | Double messieurs            | Jung Jae-sung Lee Yong-dae | 23-21 / 21-10 | 5 août     |
| Escrime                 | Fleuret hommes              | Choi Byung-chul | 15-14         | 31 juillet |
| Escrime                 | Epee hommes                 | Jung Jin-sun | 12-11         | 1er août   |
| Escrime                 | Fleuret féminin par équipes | Jung Gil-Ok Nam Hyun-Hee Jeon Hee-Sook | 45-32         | 2 août     |
| Football                | Tournoi masculin            | Lee Beom-young Kim Bo-Kyung Kim Chang-Soo Park Chu-Young Ji Dong-Won Kim Hyun-Sung Koo Ja-Cheol Oh Jae-seok Park Jong-woo Kim Kee-hee Hwang Seok-ho Yun Suk-young Baek Sung-dong Jung Sung-Ryong Ki Sung-yueng Nam Tae-hee Jung Woo-Young Kim Young-Gwon | 2 - 0         | 10 août    |
| Judo                    | Moins de 66 kg hommes       | Cho Jun-ho | yuko          | 29 juillet |
| Tir à l'arc             | Par équipes hommes          | Kim Bub-Min Im Dong-Hyun Oh Jin-Hyek | 224           | 28 juillet |
| Haltérophilie           | Plus de 75 kg femmes        | Jang Mi-ran | 289 kg        | 5 août     |

## Athlétisme
Hommes
Courses
| Athlète        | Épreuve      | Séries   | Séries | Quarts de finale | Quarts de finale | Demi-finales | Demi-finales | Finale               | Finale |
| Athlète        | Épreuve      | Résultat | Rang   | Résultat         | Rang             | Résultat     | Rang         | Résultat             | Rang   |
| -------------- | ------------ | -------- | ------ | ---------------- | ---------------- | ------------ | ------------ | -------------------- | ------ |
| Byun Young-Jun | 20 km marche | NC       | NC     | NC               | NC               | NC           | NC           | 1 h 23 min 26 s      | 31e    |
| Sinkweon Jang  | Marathon     | NC       | NC     | NC               | NC               | NC           | NC           | 2 h 28 min 20 s      | 73e    |
| Jinhyeok Jeong | Marathon     | NC       | NC     | NC               | NC               | NC           | NC           | 2 h 38 min 45 s      | 82e    |
| Kim Dong-Young | 50 km marche | NC       | NC     | NC               | NC               | NC           | NC           | 3 h 57 min 33 s      | 38e    |
| Kim Hyun-sub   | 20 km marche | NC       | NC     | NC               | NC               | NC           | NC           | 1 h 21 min 36 s (SB) | 17e    |
| Duhaeng Lee    | Marathon     | NC       | NC     | NC               | NC               | NC           | NC           | 2 h 17 min 19 s      | 32e    |
| Park Chil-Sung | 20 km marche | NC       | NC     | NC               | NC               | NC           | NC           | DNF                  | -      |
| Park Chil-Sung | 50 km marche | NC       | NC     | NC               | NC               | NC           | NC           | 3 h 45 min 55 s (RN) | 13e    |
| Yim Junghyun   | 50 km marche | NC       | NC     | NC               | NC               | NC           | NC           | 3 h 56 min 34 s (SB) | 34e    |

Concours
| Athlète        | Épreuve           | Qualification | Qualification | Finale   | Finale |
| Athlète        | Épreuve           | Distance      | Rang          | Distance | Rang   |
| -------------- | ----------------- | ------------- | ------------- | -------- | ------ |
| Jung Sangjin   | Lancer du javelot | 76.37         | 31e           | -        | -      |
| Kim Deok-Hyeon | Triple saut       | 16.22         | 22e           | –        | –      |
| Kim Yoo-Suk    | Saut à la perche  | Pas de marque | -             | -        | -      |

Femmes
Courses
| Athlète       | Épreuve      | Séries   | Séries | Quarts de finale | Quarts de finale | Demi-finales | Demi-finales | Finale          | Finale |
| Athlète       | Épreuve      | Résultat | Rang   | Résultat         | Rang             | Résultat     | Rang         | Résultat        | Rang   |
| ------------- | ------------ | -------- | ------ | ---------------- | ---------------- | ------------ | ------------ | --------------- | ------ |
| Chung Yun-Hee | Marathon     | NC       | NC     | NC               | NC               | NC           | NC           | 2 h 31 min 58 s | 41e    |
| Jeon Yeongeun | 20 km marche | NC       | NC     | NC               | NC               | NC           | NC           | DSQ             | -      |
| Jung Hye-Lim  | 100 m haies  | 13.48    | 30e    | NC               | NC               | -            | -            | -               | -      |
| Kim Seong-eun | Marathon     | NC       | NC     | NC               | NC               | NC           | NC           | 2 h 46 min 38 s | 96e    |
| Lim Kyung-Hee | Marathon     | NC       | NC     | NC               | NC               | NC           | NC           | 2 h 39 min 03 s | 76e    |

Concours
| Athlète      | Épreuve          | Qualification | Qualification | Finale   | Finale |
| Athlète      | Épreuve          | Distance      | Rang          | Distance | Rang   |
| ------------ | ---------------- | ------------- | ------------- | -------- | ------ |
| Yun-Hee Choi | Saut à la perche | 4.10          | 31e           | -        | -      |

## Aviron
Hommes
| Athlète       | Compétition | Séries        | Séries | Repêchage     | Repêchage | Quarts de finale | Quarts de finale | Demi-finales  | Demi-finales        | Finales       | Finales       |
| Athlète       | Compétition | Temps         | Rang   | Temps         | Rang      | Temps            | Rang             | Temps         | Rang                | Temps         | Rang          |
| ------------- | ----------- | ------------- | ------ | ------------- | --------- | ---------------- | ---------------- | ------------- | ------------------- | ------------- | ------------- |
| Kim Dong-Yong | Skiff       | 7 min 05 s 24 | 4e     | 7 min 03 s 91 | 2e        | 7 min 16 s 22    | 5e               | 7 min 48 s 09 | 4e (1/2 finale C/D) | 7 min 27 s 94 | 3e (Finale D) |

Femmes
| Athlète                   | Compétition                 | Séries        | Séries | Repêchage     | Repêchage | Quarts de finale | Quarts de finale | Demi-finales  | Demi-finales        | Finales       | Finales        |
| Athlète                   | Compétition                 | Temps         | Rang   | Temps         | Rang      | Temps            | Rang             | Temps         | Rang                | Temps         | Rang           |
| ------------------------- | --------------------------- | ------------- | ------ | ------------- | --------- | ---------------- | ---------------- | ------------- | ------------------- | ------------- | -------------- |
| Kim Ye-Ji                 | Skiff                       | 8 min 04 s 68 | 6e     | 7 min 50 s 64 | 1er       | 8 min 08 s 39    | 4e               | 7 min 59 s 78 | 4e (1/2 finale C/D) | 8 min 32 s 57 | 1er (Finale D) |
| Kim Myeong-Sin KIm Sol-Ji | Deux de couple poids légers | 7 min 31 s 98 | 4e     | 7 min 27 s 95 | 4e        | NC               | NC               | -             | -                   | 7 min 44 s 03 | 2e (Finale C)  |

## Badminton
| Athlète                     | Compétition      | Phase de groupe                    | Phase de groupe                           | Phase de groupe                    | Phase de groupe | 8e de finale                   | Quarts de finale                   | Demi-finales                             | Finale                                                            | Finale                              |
| Athlète                     | Compétition      | Adversaire Score                   | Adversaire Score                          | Adversaire Score                   | Rang            | Adversaire Score               | Adversaire Score                   | Adversaire Score                         | Adversaire Score                                                  | Rang                                |
| --------------------------- | ---------------- | ---------------------------------- | ----------------------------------------- | ---------------------------------- | --------------- | ------------------------------ | ---------------------------------- | ---------------------------------------- | ----------------------------------------------------------------- | ----------------------------------- |
| Lee Hyun-Il                 | Simple messieurs | Pacheco 2-0 (21-12, 21-7)          | NC                                        | NC                                 | 1er             | Jørgensen 2-0 (21-17, 21-13)   | Chen 2-0 (21-15, 21-16)            | Lin 0-2 (12-21, 10-21)                   | Chen 1-2 (12-21, 21-15, 15-21) (Match pour la médaille de bronze) | 4e                                  |
| Son Wan-ho                  | Simple messieurs | Ivanov 2-0 (21-15, 21-19)          | Hsu 2-0 (21-14, 21-10)                    | NC                                 | 1er             | Gade 0-2 (9-21, 16-21)         | -                                  | -                                        | -                                                                 | -                                   |
| Ko Sung-Hyun Yoo Yeon-seong | Double messieurs | Cwalina / Łogosz 2-0 (RET)         | Issara / Jongjit 0-2 (15-21, 14-21)       | Ahsan / Septano 0-2 (22-24, 12-21) | 3e              | NC                             | -                                  | -                                        | -                                                                 | -                                   |
| Jung Jae-Sung Lee Yong-Dae  | Double messieurs | Bach / Gunawan 2-0 (21-14, 21-19)  | Kawamae / Sato 2-0 (21-16, 21-15)         | Koo / Tan 2-0 (21-16, 21-11)       | 1er             | NC                             | Ahsan / Septano 2-0 (21-12, 21-16) | Boe / Mogensen 1-2 (21-17, 18-21, 20-22) | Koo / Tan 2-0 (23-21, 21-10)                                      | Médaille de bronze, Jeux olympiques |
| Bae Youn-Joo                | Simple dames     | Tee 2-1 (16-21, 21-15, 21-12)      | Allegrini 2-0 (21-11, 21-15)              | NC                                 | 1er             | Wang 1-2 (21-15, 14-21, 14-21) | -                                  | -                                        | -                                                                 | -                                   |
| Sung Ji-hyun                | Simple dames     | Kvaerno 2-0 (21-8, 21-5)           | Yip 0-2 (18-21, 21-23)                    | NC                                 | 2e              | -                              | -                                  | -                                        | -                                                                 | -                                   |
| Ha Jung-Eun Kim Min-Jung    | Double dames     | Edwards / Viljoen 2-0 (21-8, 21-7) | Choo / Veeran 2-0 (21-7, 21-19)           | Jauhari / Polii 2-0 (21-14, 21-12) | DSQ             | NC                             | -                                  | -                                        | -                                                                 | -                                   |
| Jung Kyung-eun Kim Ha-Na    | Double dames     | Bruce / Li 2-0 (21-5, 21-11)       | Sorokina / Vislova 2-0 (23-21, 21-18)     | Wang X / Yu Y 2-0 (21-14, 21-11)   | DSQ             | NC                             | -                                  | -                                        | -                                                                 | -                                   |
| Ha Jung-Eun Lee Yong-Dae    | Double mixte     | Ahmad / Natsir 0-2 (19-21, 12-21)  | Laybourn / Rytter Juhl 0-2 (15-21, 12-21) | Diju / Gutta 2-0 (21-15, 21-15)    | 3e              | NC                             | -                                  | -                                        | -                                                                 | -                                   |

## Boxe
Hommes
| Athlète        | Compétition         | 1/16 de finale      | 1/8 de finale                | Quarts de finale            | Demi-finales             | Finale                  |
| Athlète        | Compétition         | Adversaire Résultat | Adversaire Résultat          | Adversaire Résultat         | Adversaire Résultat      | Adversaire Résultat     |
| -------------- | ------------------- | ------------------- | ---------------------------- | --------------------------- | ------------------------ | ----------------------- |
| Han Soon-chul  | Légers (-60 kg)     | Mohamed Eliwa 11-6  | Vazgen Safaryants 13-13      | Fazliddin Gaibnazarov 16-13 | Evaldas Petrauskas 18-13 | Vasyl Lomachenko · 9-19 |
| Raushee Warren | Mi-mouches (-49 kg) | exempt              | Aleksandar Aleksandrov 14-15 | –                           | –                        | –                       |

## Cyclisme

### Cyclisme sur route
En cyclisme sur route, la Corée du Sud a qualifié un homme, qui ne participe qu'à la course en ligne, et une femme, qui ne participe également qu'à la course en ligne.
hommes
| Athlète        | Compétition            | Temps | Rang |
| -------------- | ---------------------- | ----- | ---- |
| Park Sung-Baek | Course en ligne hommes | AC    | DNF  |

femmes
| Athlète    | Compétition            | Temps         | Rang |
| ---------- | ---------------------- | ------------- | ---- |
| Na Ah-reum | Course en ligne femmes | 3 min 35 s 56 | 13e  |

### Cyclisme sur piste
Vitesse
| Athlète                | Compétition                 | Qualification            | Seizièmes de finale               | Repêchages                        | Huitièmes de finale      | Repêchages               | Quarts de finale         | Demi-finales             | Match pour le bronze     | Match pour le bronze | Finale                   | Finale |
| Athlète                | Compétition                 | Temps Vitesse            | Adversaire Temps Vitesse          | Adversaire Temps Vitesse          | Adversaire Temps Vitesse | Adversaire Temps Vitesse | Adversaire Temps Vitesse | Adversaire Temps Vitesse | Adversaire Temps Vitesse | Rang                 | Adversaire Temps Vitesse | Rang   |
| ---------------------- | --------------------------- | ------------------------ | --------------------------------- | --------------------------------- | ------------------------ | ------------------------ | ------------------------ | ------------------------ | ------------------------ | -------------------- | ------------------------ | ------ |
| Lee Hye-Jin            | Vitesse individuelle femmes | 11 s 405 63,130 km/h 14e | Panarina D (11 s 608 62,026 km/h) | Sullivan D (11 s 572 62,219 km/h) | -                        | -                        | -                        | -                        | -                        | -                    | -                        | -      |
| Lee Eun-Ji Lee Hye-Jin | Vitesse par équipes femmes  | 34 s 636 9e              | NC                                | NC                                | NC                       | NC                       | -                        | -                        | -                        | -                    | -                        | -      |

Keirin
| Athlète     | Compétition   | 1er tour | Repêchage | 1/2 Finale | Finale |
| Athlète     | Compétition   | Rang     | Rang      | Rang       | Rang   |
| ----------- | ------------- | -------- | --------- | ---------- | ------ |
| Lee Hye-Jin | Keirin femmes | 5e       | 6e        | -          | -      |

Poursuite
| Athlète                                                | Compétition                  | Qualification  | Qualification | Demi-finales        | Demi-finales | Finale              | Finale |
| Athlète                                                | Compétition                  | Temps          | Rang          | Adversaire Résultat | Rang         | Adversaire Résultat | Rang   |
| ------------------------------------------------------ | ---------------------------- | -------------- | ------------- | ------------------- | ------------ | ------------------- | ------ |
| Choi Seung-woo Jang Sun-jae Park Keon-woo Park Seon-Ho | Poursuite par équipes hommes | 4 min 07 s 210 | 10e           | -                   | -            | -                   | -      |

Omnium
| Athlète     | Compétition   | Tour lancé | Tour lancé | Course aux points | Course aux points | Élimination | Poursuite      | Poursuite | Scratch | Contre-la-montre | Contre-la-montre | Total | Rang |
| Athlète     | Compétition   | Temps      | Rang       | Points            | Rang              | Rang        | Temps          | Rang      | Temps   | Rang             | Rang             | Total | Rang |
| ----------- | ------------- | ---------- | ---------- | ----------------- | ----------------- | ----------- | -------------- | --------- | ------- | ---------------- | ---------------- | ----- | ---- |
| Cho Ho-sung | Omnium hommes | 13.614     | 12e        | 20                | 10e               | 9e          | 4 min 32 s 382 | 13e       | 8e      | 1 min 04 s 150   | 8e               | 60    | 11e  |
| Lee Min-Hye | Omnium femmes | 14.793     | 14e        | 3                 | 14e               | 11e         | 3 min 46 s 871 | 15e       | 9e      | 36.547           | 11e              | 74    | 15e  |

## Escrime
Hommes
| Athlète                                            | Compétition        | 1/16 de finale       | 1/8 de finale           | Quarts de finale   | Demi-finales                 | Finale                                                | Finale                              |
| Athlète                                            | Compétition        | Adversaire Score     | Adversaire Score        | Adversaire Score   | Adversaire Score             | Adversaire Score                                      | Rang                                |
| -------------------------------------------------- | ------------------ | -------------------- | ----------------------- | ------------------ | ---------------------------- | ----------------------------------------------------- | ----------------------------------- |
| Jung Jin-Sun                                       | Épée individuelle  | Pavel Sukhov 15-11   | Elmir Alimzhanov 15-8   | Jörg Fiedler 15-11 | Bartosz Piasecki 13-15       | Seth Kelsey 12-11 Match pour la Médaille de bronze    | Médaille de bronze, Jeux olympiques |
| Park Kyoung-Doo                                    | Épée individuelle  | Ruslan Kudayev 9-15  | -                       | -                  | -                            | -                                                     | -                                   |
| Choi Byung-chul                                    | Fleuret individuel | Zhu Jun 15-13        | Erwann Le Péchoux 15-13 | Ma Jianfei 15-13   | Alaaeldin Abouelkassem 12-15 | Andrea Baldini 15-14 Match pour la Médaille de bronze | Médaille de bronze, Jeux olympiques |
| Gu Bon-Gil                                         | Sabre individuel   | Florin Zalomir 15-12 | Max Hartung 14-15       | -                  | -                            | -                                                     | -                                   |
| Won Woo-Young                                      | Sabre individuel   | Wang Jingzh 15-6     | Nikolay Kovalev 11-15   | -                  | -                            | -                                                     | -                                   |
| Kim Jung-Hwan                                      | Sabre individuel   | Zhong Man 14-15      | -                       | -                  | -                            | -                                                     | -                                   |
| Gu Bon-Gil Won Woo-Young Kim Jung-Hwan Oh Eun-Seok | Sabre par équipes  | NC                   | NC                      | Allemagne 45-38    | Italie 45-37                 | Roumanie 45-26                                        | Médaille d'or, Jeux olympiques      |

Femmes
| Athlète                                            | Compétition         | 1/16 de finale         | 1/8 de finale        | Quarts de finale          | Demi-finales             | Finale                                                   | Finale                              |
| Athlète                                            | Compétition         | Adversaire Score       | Adversaire Score     | Adversaire Score          | Adversaire Score         | Adversaire Score                                         | Rang                                |
| -------------------------------------------------- | ------------------- | ---------------------- | -------------------- | ------------------------- | ------------------------ | -------------------------------------------------------- | ----------------------------------- |
| Choi In-jeong                                      | Épée individuelle   | Emese Szász 15-12      | Sarra Besbes 11-12   | -                         | -                        | -                                                        | -                                   |
| Shin A-Lam                                         | Épée individuelle   | Sherraine Schalm 15-12 | Monika Sozanska 14-9 | Anca Măroiu 15-14         | Britta Heidemann 5-6     | Sun Yujie 11-15 Match pour la Médaille de bronze         | 4e                                  |
| Jung Hyo-Jung                                      | Épée individuelle   | Anna Sivkova 12-15     | -                    | -                         | -                        | -                                                        | -                                   |
| Choi In-jeong Shin A-Lam Jung Hyo-Jung Choi In-Suk | Épée par équipes    | NC                     | NC                   | Roumanie 45-38            | États-Unis 45-36         | Chine 25-39                                              | Médaille d'argent, Jeux olympiques  |
| Nam Hyun-Hee                                       | Fleuret individuel  | Olha Leleyko 15-9      | Aida Mohamed 8-7     | Kanae Ikehata 15-6        | Elisa Di Francisca 10-11 | Valentina Vezzali 12-13 Match pour la Médaille de bronze | 4e                                  |
| Jeon Hee-Sook                                      | Fleuret individuel  | Chieko Sugawara 13-15  | -                    | -                         | -                        | -                                                        | -                                   |
| Jung Gil-Ok                                        | Fleuret individuel  | Aïda Chanaïeva 15-14   | Lee Kiefer 13-15     | -                         | -                        | -                                                        | -                                   |
| Nam Hyun-Hee Jeon Hee-Sook Jung Gil-Ok Oh Ha-Na    | Fleuret par équipes | NC                     | NC                   | États-Unis 45-31          | Russie 32-44             | France 45-32 Match pour la Médaille de bronze            | Médaille de bronze, Jeux olympiques |
| Kim Ji-Yeon                                        | Sabre individuel    | Ursula Gonzalez 15-3   | Gioia Marzocca 15-7  | Vassiliki Vougiouka 15-12 | Mariel Zagunis 15-13     | Sofia Velikaïa 15-9                                      | Médaille d'or, Jeux olympiques      |
| Lee Ra-jin                                         | Sabre individuel    | Alejandra Benitez 9-15 | -                    | -                         | -                        | -                                                        | -                                   |

## Football

### Tournoi masculin
Classement
| Rang | Équipe       | Pts | J | G | N | P | Bp | Bc | Diff |
| ---- | ------------ | --- | - | - | - | - | -- | -- | ---- |
| 1    | Mexique      | 7   | 3 | 2 | 1 | 0 | 3  | 0  | +3   |
| 2    | Corée du Sud | 5   | 3 | 1 | 2 | 0 | 2  | 1  | +1   |
| 3    | Gabon        | 2   | 3 | 0 | 2 | 1 | 1  | 3  | -2   |
| 4    | Suisse       | 1   | 3 | 0 | 1 | 2 | 2  | 4  | -2   |

|  | Qualifié pour le deuxième tour de la compétition.                                                                  |
|  | Pts points ; G victoires ; N match nuls ; P défaites Bp buts marqués ; Bc buts encaissés ; Diff différence de buts |

Matchs
| 26 juillet 2012 | Mexique | 0 - 0   | Corée du Sud | St James' Park, Newcastle |  |
| 14 h 30 CEST    |         | (0 - 0) |              |                           |  |
| 14 h 30 CEST    | Rapport |         |              |                           |  |

| 29 juillet 2012 | Corée du Sud       | 2-1   | Suisse       | City of Coventry Stadium, Coventry |                      |
| 17 h 15 CEST    | Park 57e · Kim 64e | (0-0) | Emeghara 60e | Spectateurs : 30 114               | Spectateurs : 30 114 |
| 17 h 15 CEST    | Rapport            |       |              | Spectateurs : 30 114               | Spectateurs : 30 114 |

| 1er août 2012 | Corée du Sud | 0-0   | Gabon | Stade Wembley, Londres |                      |
| 17 h 00 CEST  |              | (0-0) |       | Spectateurs : 76 927   | Spectateurs : 76 927 |
| 17 h 00 CEST  | Rapport      |       |       | Spectateurs : 76 927   | Spectateurs : 76 927 |

Quart de Finale
| 4 août 2012 | Grande-Bretagne   | 1 - 1 (4-5 t.a.b.) | Corée du Sud | Millennium Stadium, Cardiff |                      |
| 19h45 CEST  | Ramsey 36e (pen.) | (1 - 1)            | Ji 29e       | Spectateurs : 70 171        | Spectateurs : 70 171 |
| 19h45 CEST  | Rapport           |                    |              | Spectateurs : 70 171        | Spectateurs : 70 171 |

Demi-Finale
| 7 août 2012 | Corée du Sud | 0 - 3   | Brésil                              | Old Trafford, Manchester |                      |
| 19h45 CEST  |              | (0 - 1) | Rômulo 37e · Leandro Damião 57e 63e | Spectateurs : 69 389     | Spectateurs : 69 389 |
| 19h45 CEST  | Rapport      |         |                                     | Spectateurs : 69 389     | Spectateurs : 69 389 |

Match pour la Médaille de Bronze 
| 10 août 2012 | Japon   | 0 - 2   | Corée du Sud       | Millennium Stadium, Cardiff |                      |
| 19h45 CEST   |         | (0 - 1) | Park 38e · Koo 57e | Spectateurs : 56 393        | Spectateurs : 56 393 |
| 19h45 CEST   | Rapport |         |                    | Spectateurs : 56 393        | Spectateurs : 56 393 |

## Gymnastique

### Artistique
Hommes
| Athlète                                                          | Compétition | Appareils  | Appareils  | Appareils  | Appareils   | Appareils  | Appareils   | Qualification | Qualification | Appareils | Appareils | Appareils | Appareils | Appareils | Appareils | Finale | Finale |
| Athlète                                                          | Compétition | S          | CA         | A          | SC          | BP         | BF          | Total         | Rang          | S         | CA        | A         | SC        | BP        | BF        | Total  | Rang   |
| ---------------------------------------------------------------- | ----------- | ---------- | ---------- | ---------- | ----------- | ---------- | ----------- | ------------- | ------------- | --------- | --------- | --------- | --------- | --------- | --------- | ------ | ------ |
| Kim Hee-Hoon                                                     | Individuel  | 12,933 67e | 12,100 66e | 14,166 48e | -           | 13,700 58e | -           | 52,899        | -             | -         | -         | -         | -         | -         | -         | -      | -      |
| Kim Ji-Hoon                                                      | Individuel  | 12,900 69e | 13,100 49e | -          | -           | -          | 15,500 8e Q | 41,500        | -             | -         | -         | -         | -         | -         | 15,133 8e | -      | -      |
| Kim Seung-il                                                     | Individuel  | -          | 12,133 64e | 12,666 68e | -           | 14,033 52e | 13,233 62e  | 52,065        | -             | -         | -         | -         | -         | -         | -         | -      | -      |
| Kim Soo-Myun                                                     | Individuel  | 14,766 27e | 13,433 43e | 13,833 59e | 14,412 16e  | 14,700 33e | 13,933 45e  | 86,331        | 23e           | -         | -         | -         | -         | -         | -         | -      | -      |
| Yang Hak-Seon                                                    | Individuel  | 14,066 49e | -          | 13,933 57e | 16,333 2e Q | 11,966 70e | 11,233 68e  | 67,531        | -             | -         | -         | -         | 16,533 ·  | -         | -         | -      | -      |
| Kim Hee-Hoon Kim Ji-Hoon Kim Seung-il Kim Soo-Myun Yang Hak-Seon | Par équipes | 41,765 12e | 38,666 12e | 41,932 12e | 47,865 6e   | 42,433 12e | 42,666 10e  | 255,327       | 12e           | -         | -         | -         | -         | -         | -         | -      | -      |

Finales individuelles
| Athlète      | Compétition       | Appareil   | Appareil   | Appareil   | Appareil  | Appareil   | Appareil  | Total  | Rang |
| Athlète      | Compétition       | S          | CA         | A          | SC        | BP         | BF        | Total  | Rang |
| ------------ | ----------------- | ---------- | ---------- | ---------- | --------- | ---------- | --------- | ------ | ---- |
| Kim Soo-Myun | Barres parallèles | 12,266 24e | 13,700 16e | 14,200 18e | 16,000 6e | 14,641 19e | 14,966 8e | 85,773 | 20e  |

Femmes
| Athlète    | Compétition | Appareils  | Appareils | Appareils  | Appareils  | Qualification | Qualification | Appareils | Appareils | Appareils | Appareils | Finale | Finale |
| Athlète    | Compétition | S          | SC        | BA         | P          | Total         | Rang          | S         | SC        | BA        | P         | Total  | Rang   |
| ---------- | ----------- | ---------- | --------- | ---------- | ---------- | ------------- | ------------- | --------- | --------- | --------- | --------- | ------ | ------ |
| Heo Seonmi | Individuel  | 13,233 49e | -         | 12,166 69e | 11,400 76e | 50,599        | 48e           | -         | -         | -         | -         | -      | -      |

### Rythmique
| Athlète      | Compétition | Qualification | Qualification | Qualification | Qualification | Qualification | Qualification | Finale  | Finale | Finale | Finale | Finale  | Finale |
| Athlète      | Compétition | Cerceau       | Ballon        | Massue        | Ruban         | Total         | Rang          | Cerceau | Ballon | Massue | Ruban  | Total   | Rang   |
| ------------ | ----------- | ------------- | ------------- | ------------- | ------------- | ------------- | ------------- | ------- | ------ | ------ | ------ | ------- | ------ |
| Son Yeon-Jae | Individuel  | 28.075        | 27.825        | 26.350        | 28.050        | 110.300       | 6e            | 28.050  | 28.325 | 26.750 | 28.350 | 111.475 | 5e     |

## Haltérophilie
| Athlète        | Compétition | Arraché  | Arraché | Épaulé-jeté | Épaulé-jeté | Total | Rang |
| Athlète        | Compétition | Résultat | Rang    | Résultat    | Rang        | Total | Rang |
| -------------- | ----------- | -------- | ------- | ----------- | ----------- | ----- | ---- |
| Jeon Sang-Guen | +105 kg     | 190      | 10e     | 246         | 2e          | 436   | 4e   |
| Ji Hun-Min     | -62 kg      | 135      | 6e      | DNF         | -           | -     | -    |
| Kim Min-Jae    | -94 kg      | 185      | 1er     | 210         | 8e          | 395   | 8e   |
| Kim Hwa-Seung  | -105 kg     | DNF      | -       | -           | -           | -     | -    |
| Sa Jae-Hyouk   | -77 kg      | 158      | 3e      | DNF         | -           | -     | -    |
| Won Jeong-Sik  | -69 kg      | 144      | 11e     | 178         | 6e          | 322   | 7e   |

| Athlète      | Compétition | Arraché  | Arraché | Épaulé-jeté | Épaulé-jeté | Total | Rang |
| Athlète      | Compétition | Résultat | Rang    | Résultat    | Rang        | Total | Rang |
| ------------ | ----------- | -------- | ------- | ----------- | ----------- | ----- | ---- |
| Jang Mi-Ran  | +75 kg      | 125      | 5e      | 164         | 4e          | 289   | 4e   |
| Lim Ji-Hye   | -75 kg      | 97       | 9e      | 126         | 10e         | 223   | 10e  |
| Mun Yu-Ra    | -69 kg      | DNF      | -       | -           | -           | -     | -    |
| Yang Eun-Hye | -58 kg      | 87       | 16e     | 113         | 14e         | 200   | 14e  |

## Handball

### Tournoi masculin
Classement
| # | Équipe       | Pts | G | N | P | PP  | PC  | Diff |
| - | ------------ | --- | - | - | - | --- | --- | ---- |
| 1 | Croatie      | 10  | 5 | 0 | 0 | 150 | 109 | +41  |
| 2 | Danemark     | 8   | 4 | 0 | 1 | 124 | 129 | -5   |
| 3 | Espagne      | 6   | 3 | 0 | 2 | 140 | 126 | +14  |
| 4 | Hongrie      | 4   | 2 | 0 | 3 | 114 | 128 | -14  |
| 5 | Serbie       | 2   | 1 | 0 | 4 | 120 | 131 | -11  |
| 6 | Corée du Sud | 0   | 0 | 0 | 5 | 115 | 140 | -25  |

|  | Qualifié pour les quarts de finale                                                                             |
|  | Éliminé |
|  | Pts points ; G victoires ; N nuls ; P défaites BP buts marqués ; BC buts encaissés ; Diff différence de points |

Matchs
| 29 juillet 11 h 15 | Croatie | 31 - 21  | Corée du Sud | Copper Box, Londres Affluence : 4 068 Arbitrage : C. M. Marina, D. L. Minore |
| 29 juillet 11 h 15 | Čupić 8 | (14 - 8) | Yik-Yeong 5  | Copper Box, Londres Affluence : 4 068 Arbitrage : C. M. Marina, D. L. Minore |
| 29 juillet 11 h 15 | ×1 ×4   | Rapport  | ×2 ×6        | Copper Box, Londres Affluence : 4 068 Arbitrage : C. M. Marina, D. L. Minore |

| 31 juillet 11 h 15 | Corée du Sud     | 19 - 22 | Hongrie | Copper Box, Londres Affluence : 4 262 Arbitrage : G. Nachevski, S. Nikolov |
| 31 juillet 11 h 15 | Yik-Yeong, Han 4 | (9 - 7) | Lékai 5 | Copper Box, Londres Affluence : 4 262 Arbitrage : G. Nachevski, S. Nikolov |
| 31 juillet 11 h 15 | ×4 ×3            | Rapport | ×4      | Copper Box, Londres Affluence : 4 262 Arbitrage : G. Nachevski, S. Nikolov |

| 2 août 9 h 30 | Espagne  | 33 - 29   | Corée du Sud | Copper Box, Londres Affluence : 4 209 Arbitrage : N. Lazaar, L. Reveret |
| 2 août 9 h 30 | Ugalde 6 | (16 - 14) | Lee 8        | Copper Box, Londres Affluence : 4 209 Arbitrage : N. Lazaar, L. Reveret |
| 2 août 9 h 30 | ×3 ×4    | Rapport   | ×2 ×8        | Copper Box, Londres Affluence : 4 209 Arbitrage : N. Lazaar, L. Reveret |

| 4 août 11 h 15 | Corée du Sud | 22 - 28   | Serbie             | Copper Box, Londres Affluence : 4 525 Arbitrage : C. Bonaventura, J. Bonaventura |
| 4 août 11 h 15 | Jeong 6      | (10 - 12) | Nikčević, Toskić 5 | Copper Box, Londres Affluence : 4 525 Arbitrage : C. Bonaventura, J. Bonaventura |
| 4 août 11 h 15 | ×3 ×2        | Rapport   | ×3 ×6 ×1           | Copper Box, Londres Affluence : 4 525 Arbitrage : C. Bonaventura, J. Bonaventura |

| 6 août 14 h 30 | Danemark          | 26 - 24   | Corée du Sud | Copper Box, Londres Affluence : 4 546 Arbitrage : M Al-Nuaimi, O. A. Omar |
| 6 août 14 h 30 | Jensen, Knudsen 6 | (13 - 14) | Lee, Eom 6   | Copper Box, Londres Affluence : 4 546 Arbitrage : M Al-Nuaimi, O. A. Omar |
| 6 août 14 h 30 | ×4 ×2             | Rapport   | ×2 ×1        | Copper Box, Londres Affluence : 4 546 Arbitrage : M Al-Nuaimi, O. A. Omar |

### Tournoi féminin
Classement
| # | Équipe       | Pts | G | N | P | BP  | BC  | Diff | GAP |
| - | ------------ | --- | - | - | - | --- | --- | ---- | --- |
| 1 | France       | 9   | 4 | 1 | 0 | 125 | 103 | +22  |     |
| 2 | Corée du Sud | 7   | 3 | 1 | 1 | 136 | 130 | +6   | +4  |
| 3 | Espagne      | 7   | 3 | 1 | 1 | 119 | 114 | +5   | -4  |
| 4 | Norvège      | 5   | 2 | 1 | 2 | 118 | 120 | -2   |     |
| 5 | Danemark     | 2   | 1 | 0 | 4 | 113 | 121 | -8   |     |
| 6 | Suède        | 0   | 0 | 0 | 5 | 108 | 131 | -23  |     |

|  | Qualifié pour les quarts de finale |
|  | Pts points ; G victoires ; N nuls ; P défaites BP buts marqués ; BC buts encaissés ; Diff différence de points ; GAP goal avérage particulier |

Matchs
| 28 juillet | Espagne                   | 27 - 31   | Corée du Sud  | Copper Box, Londres |  |
| 11 h 15    | Carmen Martin Berenguer 7 | (12 - 16) | Ryu Eun-hee 9 |                     |  |
| 11 h 15    | Rapport                   |           |               |                     |  |

| 30 juillet | Corée du Sud | 25 - 24   | Danemark          | Copper Box, Londres |  |
| 11 h 15    | Jo Hyo-bi 5  | (11 - 10) | Pernille Larsen 7 |                     |  |
| 11 h 15    | Rapport      |           |                   |                     |  |

| 1er août | Norvège               | 27 - 27   | Corée du Sud                          | Copper Box, Londres |  |
| 9 h 30   | Linn Jørum Sulland 11 | (13 - 15) | Jo Hyo-bi, Jung Ji-hae, Ryu Eun-hee 6 |                     |  |
| 9 h 30   | Rapport               |           |                                       |                     |  |

| 3 août  | Corée du Sud | 21 - 24   | France                | Copper Box, Londres |  |
| 11 h 15 | Sim Hae-in 6 | (12 - 10) | Alexandra Lacrabère 4 |                     |  |
| 11 h 15 | Rapport      |           |                       |                     |  |

| 5 août | Suède               | 28 - 32   | Corée du Sud   | Copper Box, Londres |  |
| 9 h 30 | Kristina Flognman 8 | (13 - 16) | Ryu Eun-hee 10 |                     |  |
| 9 h 30 | Rapport             |           |                |                     |  |

Quart de Finale
| 7 août | Russie             | 23 - 24   | Corée du Sud  | Basketball Arena, Londres |                     |
| 18h00  | Postnova, Levina 5 | (11 - 14) | Gwon Han-na 6 | Spectateurs : 4 553       | Spectateurs : 4 553 |
| 18h00  | Rapport            |           |               | Spectateurs : 4 553       | Spectateurs : 4 553 |

Demi-Finale
| 9 août | Norvège      | 31 - 25   | Corée du Sud  | Basketball Arena, Londres |                     |
| 18h00  | Heidi Løke 8 | (18 - 15) | Gwon Han-na 7 | Spectateurs : 9 274       | Spectateurs : 9 274 |
| 18h00  | Rapport      |           |               | Spectateurs : 9 274       | Spectateurs : 9 274 |

Match pour la Médaille de Bronze 
| 11 août | Corée du Sud  | 29 - 31   | Espagne                      | Basketball Arena, Londres |                     |
| 18h00   | Gwon Han-na 7 | (13 - 13) | Nely Alberto, B. Fernández 5 | Spectateurs : 9 622       | Spectateurs : 9 622 |
| 18h00   | Rapport       |           |                              | Spectateurs : 9 622       | Spectateurs : 9 622 |

## Hockey sur gazon

### Tournoi masculin
Matchs de poule
| Pays              | Équipes          | Score            | Équipes          | Pays             |
| Lundi 30 juillet  | Lundi 30 juillet | Lundi 30 juillet | Lundi 30 juillet | Lundi 30 juillet |
| ----------------- | ---------------- | ---------------- | ---------------- | ---------------- |
|                   | Corée du Sud     | 2 – 0            | Nouvelle-Zélande |                  |
| Mercredi 1er août |                  |                  |                  |                  |
|                   | Corée du Sud     | 0 – 1            | Allemagne        |                  |
| Vendredi 3 août   |                  |                  |                  |                  |
|                   | Belgique         | 2 - 1            | Corée du Sud     |                  |
| Dimanche 5 août   |                  |                  |                  |                  |
|                   | Inde             | 1 – 4            | Corée du Sud     |                  |
| Mardi 7 août      |                  |                  |                  |                  |
|                   | Corée du Sud     | 2 – 4            | Pays-Bas         |                  |

Classement
| Rang | Équipe           | Pts | J | V | N | P | BP | BC | Diff |
| ---- | ---------------- | --- | - | - | - | - | -- | -- | ---- |
| 1    | Pays-Bas         | 15  | 5 | 5 | 0 | 0 | 18 | 7  | +11  |
| 2    | Allemagne        | 10  | 5 | 3 | 1 | 1 | 14 | 11 | +3   |
| 3    | Belgique         | 7   | 5 | 2 | 1 | 2 | 8  | 7  | +1   |
| 4    | Corée du Sud     | 6   | 5 | 2 | 0 | 3 | 9  | 8  | +1   |
| 5    | Nouvelle-Zélande | 5   | 5 | 1 | 2 | 2 | 10 | 14 | -4   |
| 6    | Inde             | 0   | 5 | 0 | 0 | 5 | 6  | 18 | -12  |

|  | Qualifié pour les quarts de finale                                                                                                 |
|  | Dispute les matchs de classements                                                                                                  |
|  | Pts : Points gagnés • J Joués • V : Victoires • N : Matchs nuls • P : Perdus BP : Buts pour • BC : Buts contre • Diff : Différence |

Matchs de classement
| 7e et 8e places         | Pakistan | 3 - 2   | Corée du Sud | Riverbank Arena, Londres |  |
| 9 août 2012 8 h 30 WEST |          | (1 – 2) |              |                          |  |

### Tournoi féminin
Matchs de poule
| Pays                | Équipes             | Score               | Équipes             | Pays                |
| Dimanche 29 juillet | Dimanche 29 juillet | Dimanche 29 juillet | Dimanche 29 juillet | Dimanche 29 juillet |
| ------------------- | ------------------- | ------------------- | ------------------- | ------------------- |
|                     | Chine               | 4 – 0               | Corée du Sud        |                     |
| Mardi 31 juillet    |                     |                     |                     |                     |
|                     | Royaume-Uni         | 5 – 3               | Corée du Sud        |                     |
| Jeudi 2 août        |                     |                     |                     |                     |
|                     | Corée du Sud        | 1 – 0               | Japon               |                     |
| Samedi 4 août       |                     |                     |                     |                     |
|                     | Pays-Bas            | 3 – 2               | Corée du Sud        |                     |
| Lundi 6 août        |                     |                     |                     |                     |
|                     | Corée du Sud        | 3 – 1               | Belgique            |                     |

Classement
| Rang | Équipe       | Pts | J | V | N | P | BP | BC | Diff |
| ---- | ------------ | --- | - | - | - | - | -- | -- | ---- |
| 1    | Pays-Bas     | 15  | 5 | 5 | 0 | 0 | 12 | 5  | +7   |
| 2    | Royaume-Uni  | 9   | 5 | 3 | 0 | 2 | 14 | 7  | +7   |
| 3    | Chine        | 7   | 5 | 2 | 1 | 2 | 6  | 3  | +3   |
| 4    | Corée du Sud | 3   | 5 | 2 | 0 | 3 | 9  | 13 | -4   |
| 5    | Japon        | 4   | 5 | 1 | 1 | 3 | 4  | 9  | -5   |
| 6    | Belgique     | 2   | 5 | 0 | 2 | 3 | 2  | 10 | -8   |

|  | Qualifié pour les quarts de finale                                                                                                 |
|  | Dispute les matchs de classements                                                                                                  |
|  | Pts : Points gagnés • J Joués • V : Victoires • N : Matchs nuls • P : Perdus BP : Buts pour • BC : Buts contre • Diff : Différence |

Matchs de classement
| 7e et 8e places         | Corée du Sud | 1 - 4   | Allemagne | Riverbank Arena, Londres |  |
| 8 août 2012 8 h 30 WEST |              | (1 – 2) |           |                          |  |

## Judo
Hommes
| Athlète                      | Compétition     | 1/32 de finale                      | 1/16 de finale                     | 1/8 de finale                     | Quarts de finale                   | Demi-finales                            | Repêchage 1                    | Repêchage 2                     | Finale                         | Finale                         |
| Athlète                      | Compétition     | Adversaire Résultat                 | Adversaire Résultat                | Adversaire Résultat               | Adversaire Résultat                | Adversaire Résultat                     | Adversaire Résultat            | Adversaire Résultat             | Adversaire Résultat            | Rang                           |
| ---------------------------- | --------------- | ----------------------------------- | ---------------------------------- | --------------------------------- | ---------------------------------- | --------------------------------------- | ------------------------------ | ------------------------------- | ------------------------------ | ------------------------------ |
| Choi Kwang-Hyun              | Moins de 60 kg  | exempt                              | Ludovic Chammartin (SUI) 0001/0000 | Valtteri Jokinen (FIN) 0010/0000  | Arsen Galstyan (RUS) 0001/0001     | -                                       | Felipe Kitadai (BRA) 0001/0011 | -                               | -                              | -                              |
| Cho Jun-ho                   | Moins de 66 kg  | exempt                              | Serhiy Drebot (UKR) 0011/0002      | Mirzahid Farmonov (UZB) 0011/0001 | Masashi Ebinuma (JPN) 0001/0001    | -                                       | Colin Oates (GBR) 0021/0002    | Sugoi Uriarte (ESP) · 0001/0000 | -                              | -                              |
| Wang Ki-Chun                 | Moins de 73 kg  | Nugzar Tatalashvili (UKR) 0010/0000 | Rinat Ibraguimov (KAZ) 1001/0000   | Jaromír Ježek (CZE) 0010/0001     | Nicholas Delpopolo (USA) 0000/0000 | Mansur Isaev (RUS) 0002/0011            | -                              | Ugo Legrand (FRA) 0001/0101     | -                              | -                              |
| Kim Jae-Bum                  | Moins de 81 kg  | exempt                              | Yakhyo Imamov (UZB) 0011/0001      | László Csoknyai (HUN) 0010/0002   | Emmanuel Lucenti (ARG) 0100/0003   | Ivan Nifontov (RUS) 0010/0001           | -                              | -                               | Ole Bischof (GER) 0020/0001    | Médaille d'or, Jeux olympiques |
| Song Dae-Nam                 | Moins de 90 kg  | NC                                  | Juan Romero (URU) 1001/0000        | Elkhan Mammadov (AZE) 0011/0000   | Masashi Nishiyama (JPN) 0111/0101  | Tiago Camilo (BRA) 0112/0012            | -                              | -                               | Asley González (CUB) 0101/0001 | Médaille d'or, Jeux olympiques |
| Hwang Hee-Tae                | Moins de 100 kg | NC                                  | Amel Mekić (BIH) 0021/0002         | Artem Bloshenko (UKR) 1001/0000   | Elmar Gasimov (AZE) 0021/0002      | Naidangiin Tüvshinbayar (MGL) 0001/0010 | -                              | Henk Grol (NED) 0000/0100       | -                              | -                              |
| Kim Sung-Min                 | Plus de 100 kg  | NC                                  | Tomohiko Hoshina (PHI) 0100/0000   | Matjaž Ceraj (SLO) 0020/0001      | Ihar Makarau (BLR) 0011/0002       | Teddy Riner (FRA) 0003/0010             |                                |                                 |                                |                                |
| Rafael Silva (BRA) 0002/0011 | -               | -                                   |                                    |                                   |                                    |                                         |                                |                                 |                                |                                |

Femmes
| Athlète         | Compétition    | 1/16 de finale                        | 1/8 de finale                      | Quarts de finale                  | Demi-finales                  | Repêchage 1                     | Repêchage 2                   | Finale              | Finale |
| Athlète         | Compétition    | Adversaire Résultat                   | Adversaire Résultat                | Adversaire Résultat               | Adversaire Résultat           | Adversaire Résultat             | Adversaire Résultat           | Adversaire Résultat | Rang   |
| --------------- | -------------- | ------------------------------------- | ---------------------------------- | --------------------------------- | ----------------------------- | ------------------------------- | ----------------------------- | ------------------- | ------ |
| Chung Jung-Yeon | Moins de 48 kg | exempte                               | Charline Van Snick (BEL) 1000/0000 | -                                 | -                             | -                               | -                             | -                   | -      |
| Kim Kyung-Ok    | Moins de 52 kg | exempte                               | Erika Miranda (BRA) 1012/0010      | Rosalba Forciniti (ITA) 0001/0001 | -                             | Priscilla Gneto (FRA) 0002/0021 | -                             | -                   | -      |
| Kim Jan-Di      | Moins de 57 kg | Dorjsürengiin Sumiyaa (MGL) 0001/0001 | Giulia Quintavalle (ITA) 0002/1011 | -                                 | -                             | -                               | -                             | -                   | -      |
| Joung Da-Woon   | Moins de 63 kg | exempte                               | Ramila Yusubova (AZE) 1000/0000    | Yoshie Ueno (JPN) 0020/0002       | Xu Lili (CHN) 0002/0011       | -                               | Gévrise Émane (FRA) 0000/0000 | –                   | –      |
| Hwang Ye-Sul    | Moins de 70 kg | Erica Barbieri (ITA) 0102/0001        | Juliane Robra (SUI) 0011/0002      | Raša Sraka (SLO) 0100/0001        | Lucie Décosse (FRA) 0002/0010 | -                               | Edith Bosch (NED) 0011/0011   | -                   | -      |
| Jeong Gyeong-Mi | Moins de 78 kg | Akari Ogata (JPN) 0010/0002           | -                                  | -                                 | -                             | -                               | -                             | -                   | -      |
| Kim Na-Young    | Plus de 78 kg  | exempte                               | Gulzhan Issanova (KAZ) 0012/0012   | -                                 | -                             | -                               | -                             | -                   | -      |

## Lutte
| Athlète             | Compétition    | Qualification                           | Huitièmes de finale                 | Quarts de finale                 | Demi-finales                         | Repêchage 1         | Repêchage 2         | Finale                                                 | Finale                         |
| Athlète             | Compétition    | Adversaire Résultat                     | Adversaire Résultat                 | Adversaire Résultat              | Adversaire Résultat                  | Adversaire Résultat | Adversaire Résultat | Adversaire Résultat                                    | Rang                           |
| ------------------- | -------------- | --------------------------------------- | ----------------------------------- | -------------------------------- | ------------------------------------ | ------------------- | ------------------- | ------------------------------------------------------ | ------------------------------ |
| Lutte gréco-romaine |                |                                         |                                     |                                  |                                      |                     |                     |                                                        |                                |
| Choi Gyu-jin        | Moins de 55 kg | exempt                                  | Bat Yun Won-chol (PRK) 3-0          | Bat Gustavo Balart (CUB) 3-1     | Battu par Rovshan Bayramov (AZE) 0-3 | –                   | –                   | Battu par Mingiyan Semenov (RUS) '1-3' (Petite finale) |                                |
| Jung Ji-Hyun        | Moins de 60 kg | exempt                                  | Bat Hansel Meoque (CUB) 3-0         | Battu par Hasan Aliyev (AZE) 0-3 | –                                    | –                   | –                   | –                                                      | –                              |
| Kim Hyeon-Woo       | Moins de 66 kg | Bat Hovhannes Varderesyan (ARM) 3-0     | Bat Pedro Mulens (CUB) 3-0          | Bat Edgaras Venckaitis (LTU) 3-0 | Bat Steeve Guénot (FRA) 3-1          | -                   | -                   | Battu par Tamás Lőrincz (HUN) 3-0                      | Médaille d'or, Jeux olympiques |
| Kim Jin-hyeok       | Moins de 74 kg | Battu par Zurabi Datunashvili (GEO) 0-3 | –                                   | –                                | –                                    | –                   | –                   | –                                                      | –                              |
| Lee Se-Yeol         | Moins de 84 kg | Battu par Amer Hrustanović (AUT) 0-3    | –                                   | –                                | –                                    | –                   | –                   | –                                                      | –                              |
| Lutte libre         |                |                                         |                                     |                                  |                                      |                     |                     |                                                        |                                |
| Kim Jin-Cheol       | Moins de 55 kg | exempt                                  | Battu par Shinichi Yumoto (JPN) 1-3 | –                                | –                                    | –                   | –                   | –                                                      | –                              |
| Lee Seung-Chul      | Moins de 60 kg | exempt                                  | Battu par Coleman Scott (USA) 1-3   | –                                | –                                    | –                   | –                   | –                                                      | –                              |

| Athlète       | Compétition    | Qualification                   | Huitièmes de finale                | Quarts de finale    | Demi-finales        | Repêchage 1         | Repêchage 2         | Finale              | Finale |
| Athlète       | Compétition    | Adversaire Résultat             | Adversaire Résultat                | Adversaire Résultat | Adversaire Résultat | Adversaire Résultat | Adversaire Résultat | Adversaire Résultat | Rang   |
| ------------- | -------------- | ------------------------------- | ---------------------------------- | ------------------- | ------------------- | ------------------- | ------------------- | ------------------- | ------ |
| Lutte libre   |                |                                 |                                    |                     |                     |                     |                     |                     |        |
| Kim Hyung-Joo | Moins de 48 kg | exempte                         | Battue par Iryna Merleni (UKR) 1-3 | –                   | –                   | –                   | –                   | –                   | –      |
| Jieun Um      | Moins de 55 kg | Battue par Marwa Amri (TUN) 0-5 | –                                  | –                   | –                   | –                   | –                   | –                   | –      |

## Natation

### Natation sportive
| Athlète         | Épreuve            | Séries         | Séries | Demi-finales  | Demi-finales | Finale         | Finale                             |
| Athlète         | Épreuve            | Temps          | Rang   | Temps         | Rang         | Temps          | Rang                               |
| --------------- | ------------------ | -------------- | ------ | ------------- | ------------ | -------------- | ---------------------------------- |
| Chang Gyu-Cheol | 100 m papillon     | 52 s 69        | 26e    | -             | -            | -              | -                                  |
| Choi Kyu-Woong  | 200 m brasse       | 2 min 13 s 57  | 25e    | -             | -            | -              | -                                  |
| Jung Won-Yong   | 200 m 4 nages      | 2 min 03 s 33  | 32e    | -             | -            | -              | -                                  |
| Jung Won-Yong   | 400 m 4 nages      | 4 min 23 s 12  | 28e    | NC            | NC           | -              | -                                  |
| Park Hyung-Joo  | 200 m dos          | 2 min 01 s 50  | 32e    | -             | -            | -              | -                                  |
| Park Seon-Kwan  | 100 m dos          | 55 s 51        | 36e    | -             | -            | -              | -                                  |
| Park Tae-Hwan   | 200 m nage libre   | 1 min 46 s 79  | 5e     | 1 min 46 s 02 | 3e           | 1 min 44 s 93  | Médaille d'argent, Jeux olympiques |
| Park Tae-Hwan   | 400 m nage libre   | 3 min 46 s 68  | 4e     | NC            | NC           | 3 min 42 s 06  | Médaille d'argent, Jeux olympiques |
| Park Tae-Hwan   | 1 500 m nage libre | 14 min 56 s 89 | 6e     | NC            | NC           | 14 min 50 s 61 | 4e                                 |

| Athlète       | Épreuve          | Séries        | Séries | Demi-finales  | Demi-finales | Finale | Finale |
| Athlète       | Épreuve          | Temps         | Rang   | Temps         | Rang         | Temps  | Rang   |
| ------------- | ---------------- | ------------- | ------ | ------------- | ------------ | ------ | ------ |
| Suyeon Back   | 200 m brasse     | 2 min 25 s 76 | 7e     | 2 min 24 s 67 | 9e           | -      | -      |
| Baek Il-Joo   | 200 m nage libre | 2 min 04 s 32 | 33e    | -             | -            | -      | -      |
| Hye Ra Choi   | 200 m papillon   | 2 min 08 s 45 | 10e    | 2 min 08 s 32 | 14e          | -      | -      |
| Hye Ra Choi   | 200 m 4 nages    | 2 min 14 s 91 | 23e    | -             | -            | -      | -      |
| Ham Chan-Mi   | 200 m dos        | 2 min 15 s 30 | 31e    | -             | -            | -      | -      |
| Han Na-Kyeong | 800 m nage libre | 8 min 57 s 26 | 32e    | NC            | NC           | -      | -      |
| Jeong Da-Rae  | 200 m brasse     | 2 min 26 s 83 | 14e    | 2 min 28 s 74 | 16e          | -      | -      |
| Kim Ga-Eul    | 400 m nage libre | 4 min 43 s 46 | 34e    | NC            | NC           | -      | -      |
| Kim Hye-Jin   | 100 m brasse     | 1 min 09 s 79 | 33e    | -             | -            | -      | -      |
| Kim Seo-yeong | 400 m 4 nages    | 4 min 43 s 99 | 17e    | NC            | NC           | -      | -      |

## Natation synchronisée
La Natation synchronisée coréenne a qualifié un Duo pour les Jeux de Londres.
| Athlètes                   | Compétition | Programme technique      | Programme technique | Programme libre (qualifications) | Programme libre (qualifications) | Programme libre (qualifications) | Programme libre (finale) | Programme libre (finale)  | Programme libre (finale) |
| Athlètes                   | Compétition | Points                   | Rang                | Points                           | Total (technique + libre)        | Rang                             | Points                   | Total (technique + libre) | Rang                     |
| -------------------------- | ----------- | ------------------------ | ------------------- | -------------------------------- | -------------------------------- | -------------------------------- | ------------------------ | ------------------------- | ------------------------ |
| Park Hyun-Ha Park Hyun-Sun | Duo         | 86.700 (43.300 ; 43.400) | 13e                 | 87.460 (43.800 ; 43.660)         | 174.160                          | 12e                              | 87.250 (43.570 ; 43.680) | 173.950                   | 12e                      |

## Pentathlon moderne
| Athlète       | Compétition | Escrime (épée, une touche) | Escrime (épée, une touche) | Escrime (épée, une touche) | Natation (200 m nage libre) | Natation (200 m nage libre) | Natation (200 m nage libre) | Équitation (saut d'obstacles) | Équitation (saut d'obstacles) | Équitation (saut d'obstacles) | Combiné course/tir (3 000 m / pistolet à 10 m) | Combiné course/tir (3 000 m / pistolet à 10 m) | Combiné course/tir (3 000 m / pistolet à 10 m) | Total | Rang |
| Athlète       | Compétition | Résultats                  | Rang                       | Points                     | Temps                       | Rang                        | Points                      | Pénalités                     | Rang                          | Points                        | Temps                                          | Rang                                           | Points                                         | Total | Rang |
| ------------- | ----------- | -------------------------- | -------------------------- | -------------------------- | --------------------------- | --------------------------- | --------------------------- | ----------------------------- | ----------------------------- | ----------------------------- | ---------------------------------------------- | ---------------------------------------------- | ---------------------------------------------- | ----- | ---- |
| Hwang Woo-Jin | Hommes      | 14 V 21 D                  | 29e                        | 736                        | 2 min 01 s 14               | 5e                          | 1 348                       | 464                           | 34e                           | 736                           | 12 min 08 s 88                                 | 35e                                            | 2 088                                          | 4 908 | 34e  |
| Jung Jin-Hwa  | Hommes      | 16 V 19 D                  | 20e                        | 784                        | 2 min 00 s 25               | 4e                          | 1 360                       | 40                            | 9e                            | 1 160                         | 10 min 57 s 07                                 | 19e                                            | 2 372                                          | 5 676 | 11e  |
| Yang Soo-Jin  | Femmes      | 14 V 21 D                  | 28e                        | 736                        | 2 min 17 s 93               | 15e                         | 1 148                       | 80                            | 21e                           | 1 120                         | 12 min 40 s 71                                 | 24e                                            | 1 960                                          | 4 964 | 24e  |

## Plongeon
| Athlète    | Compétition          | Éliminatoires                                       | Éliminatoires | Demi-finale | Demi-finale | Finale | Finale |
| Athlète    | Compétition          | Points                                              | Rang          | Points      | Rang        | Points | Rang   |
| ---------- | -------------------- | --------------------------------------------------- | ------------- | ----------- | ----------- | ------ | ------ |
| Park Ji-Ho | Haut-vol à 10 mètres | 370.50 (72.00, 67.20, 52.80, 37.70, 72.00 et 68.80) | 26e           | –           | –           | –      | –      |

| Athlète   | Compétition          | Éliminatoires                                | Éliminatoires | Demi-finale | Demi-finale | Finale | Finale |
| Athlète   | Compétition          | Points                                       | Rang          | Points      | Rang        | Points | Rang   |
| --------- | -------------------- | -------------------------------------------- | ------------- | ----------- | ----------- | ------ | ------ |
| Kim Su-ji | Haut-vol à 10 mètres | 215.75 (36.00, 43.20, 24.75, 63.80 et 48.00) | 26e           | –           | –           | –      | –      |

## Taekwondo
Hommes
| Athlète      | Compétition | Huitièmes de finale             | Quarts de finale          | Demi-finales                 | Repêchage 1         | Repêchage 2         | Finale                   | Finale                             |
| Athlète      | Compétition | Adversaire Résultat             | Adversaire Résultat       | Adversaire Résultat          | Adversaire Résultat | Adversaire Résultat | Adversaire Résultat      | Rang                               |
| ------------ | ----------- | ------------------------------- | ------------------------- | ---------------------------- | ------------------- | ------------------- | ------------------------ | ---------------------------------- |
| Cha Dong-min | +80 kg      | Ivan Konrad Trajkovic (SLO) 9-4 | Bahri Tanrıkulu (TUR) 1-4 | –                            | –                   | –                   | –                        | –                                  |
| Lee Dae-hoon | -58 kg      | Pen-Ek Karaket (THA) 8-7        | Tamer Bayoumi (EGY) 11-10 | Alekseï Denissenko (RUS) 7-6 | –                   | –                   | Joel González (ESP) 8-17 | Médaille d'argent, Jeux olympiques |

Femmes
| Athlète          | Compétition | Huitièmes de finale          | Quarts de finale               | Demi-finales          | Repêchage 1                | Repêchage 2                      | Finale               | Finale                         |
| Athlète          | Compétition | Adversaire Résultat          | Adversaire Résultat            | Adversaire Résultat   | Adversaire Résultat        | Adversaire Résultat              | Adversaire Résultat  | Rang                           |
| ---------------- | ----------- | ---------------------------- | ------------------------------ | --------------------- | -------------------------- | -------------------------------- | -------------------- | ------------------------------ |
| Hwang Kyung-seon | -67 kg      | Ruth Gbagbi (CIV) 4-1        | Helena Fromm (GER) 8-4         | Franka Anić (SLO) 7-0 | -                          | -                                | Nur Tatar (TUR) 12-5 | Médaille d'or, Jeux olympiques |
| Lee In-jong      | +67 kg      | Natália Falavigna (BRA) 13-9 | Anne-Caroline Graffe (FRA) 4-7 | -                     | Natalya Mamatova (UZB) 8-1 | Anastasia Baryshnikova (RUS) 6-7 | -                    | -                              |

## Tennis de table
Hommes
| Athlète                               | Compétition | Tour préliminaire | 1er tour          | 2e tour          | 3e tour                                               | 4e tour                                          | Quarts de finale | Demi-finales     | Finale           | Finale                             |
| Athlète                               | Compétition | Adversaire Score  | Adversaire Score  | Adversaire Score | Adversaire Score                                      | Adversaire Score                                 | Adversaire Score | Adversaire Score | Adversaire Score | Rang                               |
| ------------------------------------- | ----------- | ----------------- | ----------------- | ---------------- | ----------------------------------------------------- | ------------------------------------------------ | ---------------- | ---------------- | ---------------- | ---------------------------------- |
| Joo Se-Hyuk                           | Simple      | NC                | NC                | NC               | H-B Kim (PRK) 2-4 5-11, 11-6, 11-8, 7-11, 8-11, 13-15 | -                                                | -                | -                | -                | -                                  |
| Oh Sang-Eun                           | Simple      | NC                | NC                | NC               | M Freitas (POR) 4-0 11-8, 11-6, 11-2, 11-8            | Kishikawa (JPN) 1-4 8-11, 6-11, 8-11, 11-7, 8-11 | -                | -                | -                | -                                  |
| Joo Se-Hyuk Oh Sang-Eun Ryu Seung-Min | Par équipes | NC                | Corée du Nord 3-1 | NC               | NC                                                    | NC                                               | Portugal 3-2     | Hong Kong 3-0    | Chine 0-3        | Médaille d'argent, Jeux olympiques |

Femmes
| Athlète                                 | Compétition | Tour préliminaire | 1er tour         | 2e tour          | 3e tour                                       | 4e tour                                       | Quarts de finale                                       | Demi-finales        | Finale                                                   | Finale |
| Athlète                                 | Compétition | Adversaire Score  | Adversaire Score | Adversaire Score | Adversaire Score                              | Adversaire Score                              | Adversaire Score                                       | Adversaire Score    | Adversaire Score                                         | Rang   |
| --------------------------------------- | ----------- | ----------------- | ---------------- | ---------------- | --------------------------------------------- | --------------------------------------------- | ------------------------------------------------------ | ------------------- | -------------------------------------------------------- | ------ |
| Kim Kyung-Ah                            | Simple      | NC                | NC               | NC               | J Liu (AUT) 4-1 11-8, 6-11, 11-4, 11-5, 11-9  | Y Shen (ESP) 4-1 11-8, 11-9, 11-6, 9-11, 11-7 | T Feng (SIN) 2-4 11-13, 7-11, 11-4, 6-11, 12-10, 10-12 | -                   | -                                                        | -      |
| Park Mi-Young                           | Simple      | NC                | NC               | NC               | G Póta (HUN) 4-1 3-11, 11-8, 11-8, 11-6, 11-9 | X Li (CHN) 1-4 11-6, 7-11, 6-11, 5-11, 6-11   | -                                                      | -                   | -                                                        | -      |
| Kim Kyung-Ah Park Mi-Young Seok Ha-Jung | Par équipes | NC                | Bat Brésil 3-0   | NC               | NC                                            | NC                                            | Bat Hong Kong 3-0                                      | Battu par Chine 0-3 | Battu par Singapour 0-3 Match pour la Médaille de Bronze | 4e     |

## Tir
Hommes
| Athlète         | Compétition                  | Qualification        | Qualification | Finale | Finale                             |
| Athlète         | Compétition                  | Points               | Rang          | Points | Rang                               |
| --------------- | ---------------------------- | -------------------- | ------------- | ------ | ---------------------------------- |
| Cho Young-Seong | Skeet                        | 109                  | 35e (éliminé) | -      | -                                  |
| Choi Young-rae  | Pistolet à 10 m air comprimé | 569                  | 35e (éliminé) | -      | -                                  |
| Choi Young-rae  | Pistolet à 50 m              | 569                  | 1er           | 661,5  | Médaille d'argent, Jeux olympiques |
| Han Jin-Seop    | Carabine à 10 m air comprimé | 590                  | 32e (éliminé) | -      | -                                  |
| Han Jin-Seop    | Carabine à 50 m tir couché   | 595 (Barrage: 52,3)  | 5e            | 698,2  | 6e                                 |
| Han Jin-Seop    | Carabine à 50 m 3 positions  | 1168 (Barrage: 48,1) | 9e (éliminé)  | -      | -                                  |
| Jin Jong-Oh     | Pistolet à 10 m air comprimé | 588                  | 1er           | 688,2  | Médaille d'or, Jeux olympiques     |
| Jin Jong-Oh     | Pistolet à 50 m              | 562                  | 5e            | 662,0  | Médaille d'or, Jeux olympiques     |
| Kim Dae-Woong   | Pistolet à 25 m tir rapide   | 579                  | 10e (éliminé) | -      | -                                  |
| Kim Hak-Man     | Carabine à 50 m tir couché   | 594                  | 15e (éliminé) | -      | -                                  |
| Kim Jong-Hyun   | Carabine à 10 m air comprimé | 593                  | 17e (éliminé) | -      | -                                  |
| Kim Jong-Hyun   | Carabine à 50 m 3 positions  | 1171                 | 5e            | 1272,5 | Médaille d'argent, Jeux olympiques |

Femmes
| Athlète       | Compétition                  | Qualification       | Qualification | Finale | Finale                         |
| Athlète       | Compétition                  | Points              | Rang          | Points | Rang                           |
| ------------- | ---------------------------- | ------------------- | ------------- | ------ | ------------------------------ |
| Jung MiRa     | Carabine à 10 m air comprimé | 387                 | 51e (éliminé) | -      | -                              |
| Jung MiRa     | Carabine 50 m 3 positions    | 581                 | 17e (éliminé) | -      | -                              |
| Kang Ji-Eun   | Trap                         | 62                  | 19e (éliminé) | -      | -                              |
| Kim Jang-Mi   | Pistolet à 10 m air comprimé | 382                 | 13e (éliminé) | -      | -                              |
| Kim Jang-Mi   | Pistolet à 25 m              | 581 OR              | 1er           | 792,4  | Médaille d'or, Jeux olympiques |
| Kim Byung-Hee | Pistolet à 10 m air comprimé | 381                 | 17e (éliminé) | -      | -                              |
| Kim Kyung-Ae  | Pistolet à 25 m              | 582                 | 11e (éliminé) | -      | -                              |
| Na Yun-Kyung  | Carabine à 10 m air comprimé | 394                 | 21e (éliminé) | -      | -                              |
| Na Yun-Kyung  | Carabine 50 m 3 positions    | 583 (Barrage: 46,9) | 10e (éliminé) | -      | -                              |

## Tir à l'arc
Hommes
| Athlète                              | Compétition        | Tour préliminaire | Tour préliminaire | 1er tour                                              | 2e tour                                                 | 3e tour                                              | Quarts de finale                                                     | Demi-finales                                        | Finale                                            | Finale                              |
| Athlète                              | Compétition        | Score             | Rang              | Adversaire Score                                      | Adversaire Score                                        | Adversaire Score                                     | Adversaire Score                                                     | Adversaire Score                                    | Adversaire Score                                  | Rang                                |
| ------------------------------------ | ------------------ | ----------------- | ----------------- | ----------------------------------------------------- | ------------------------------------------------------- | ---------------------------------------------------- | -------------------------------------------------------------------- | --------------------------------------------------- | ------------------------------------------------- | ----------------------------------- |
| Im Dong-Hyun                         | Individuel hommes  | 699 (RM)          | 1er               | E Guidi (SMR) 6-0 (27-26, 30-24, 26-24)               | C-p Wang (TPE) 6-4 (28-28, 26-25, 27-25, 24-25, 28-28)  | R van der Ven (NED) 1-7 (26-29, 27-27, 26-27, 27-29) | -                                                                    | -                                                   | -                                                 | -                                   |
| Kim Bub-Min                          | Individuel hommes  | 698               | 2e                | R Elder (FIJ) 6-4 (26-24, 29-28, 27-29, 26-27, 26-23) | T Rai (IND) 6-2 (27-26, 30-28, 25-28, 28-26)            | D Olaru (MDA) 7-1 (28-26, 28-26, 26-26, 28-26)       | X Dai (CHN) 5-6 (26-30, 28-28, 27-26, 29-28, 27-28 9-9 au shoot-off) | -                                                   | -                                                 | -                                   |
| Oh Jin-Hyek                          | Individuel hommes  | 690               | 3e                | A Muller (SUI) 6-0 (29-25, 27-26, 28-24)              | L Álvarez (MEX) 6-4 (28-28, 29-27, 26-30, 28-27, 28-28) | R Dobrowolski (POL) 6-0 (28-27, 28-23, 28-26)        | V Ruban (UKR) 7-1 (29-24, 27-27, 29-27, 28-25)                       | X Dai (CHN) 6-5 (27-29, 28-27, 27-27, 26-28, 29-27) | T Furukawa (JPN) 1-7 (26-29, 28-29, 29-29, 25-29) | Médaille d'or, Jeux olympiques      |
| Im Dong-Hyun Kim Bub-Min Oh Jin-Hyek | Par équipes hommes | 2087              | 1 (RM)            | NC                                                    | NC                                                      | NC                                                   | Ukraine 227-220                                                      | États-Unis 219-224                                  | Mexique 224-219 Match pour la Médaille de Bronze  | Médaille de bronze, Jeux olympiques |

Femmes
| Athlète                              | Compétition        | Tour préliminaire | Tour préliminaire | 1er tour                                                                 | 2e tour                                                                   | 3e tour                                                                | Quarts de finale                                       | Demi-finales                                   | Finale                                                                 | Finale                         |
| Athlète                              | Compétition        | Score             | Rang              | Adversaire Score                                                         | Adversaire Score                                                          | Adversaire Score                                                       | Adversaire Score                                       | Adversaire Score                               | Adversaire Score                                                       | Rang                           |
| ------------------------------------ | ------------------ | ----------------- | ----------------- | ------------------------------------------------------------------------ | ------------------------------------------------------------------------- | ---------------------------------------------------------------------- | ------------------------------------------------------ | ---------------------------------------------- | ---------------------------------------------------------------------- | ------------------------------ |
| Choi Hyeonju                         | Individuel femmes  | 651               | 21e               | J Tomasi (ITA) 6-5 (25-27, 28-28, 27-26, 24-26, 29-27 10-9 au shoot-off) | I Grandal (ESP) 6-5 (27-24, 28-28, 28-26, 20-24, 27-28 10-9 au shoot-off) | B Schuh (FRA) 5-6 (25-26, 28-28, 26-29, 28-27, 27-22 9-9 au shoot-off) | -                                                      | -                                              | -                                                                      | -                              |
| Ki Bo-bae                            | Individuel femmes  | 671               | 1er               | R Al-Mashhadani (IRQ) 6-0 (29-18, 27-19, 27-17)                          | E Timofeyeva (BLR) 6-2 (28-23, 27-28, 29-26, 28-27)                       | R Hayakawa (JPN) 6-0 (27-26, 28-26, 28-26)                             | K Perova (RUS) 6-4 (27-27, 29-28, 26-27, 28-24, 27-27) | K Lorig (USA) 6-2 (28-28, 29-28, 23-23, 27-26) | A Román (MEX) 6-5 (27-25, 26-26, 26-29, 30-22, 26-27 8-8 au shoot-off) | Médaille d'or, Jeux olympiques |
| Lee Sung-jin                         | Individuel femmes  | 671               | 2e                | M Tuimalealiifano (SAM) 6-0 (29-18, 29-25, 27-25)                        | K Esebua (GEO) 6-2 (26-25, 29-25, 27-28, 28-27)                           | U Bishindee (MGL) 6-0 (29-25, 26-25, 28-26)                            | M Avitia (MEX) 2-6 (29-26, 25-27, 29-30, 28-29)        | -                                              | -                                                                      | -                              |
| Choi Hyun-Joo Ki Bo-bae Lee Sung-jin | Par équipes femmes | 1993              | 1er               | NC                                                                       | NC                                                                        | NC                                                                     | Danemark 206-195                                       | Japon 221-206                                  | Chine 210-209                                                          | Médaille d'or, Jeux olympiques |

## Triathlon
| Athlètes   | Compétition | Natation (1,5 km) | Transition 1 | Vélo (40 km) | Transition 2 | Course (10 km) | Temps           | Résultat |
| ---------- | ----------- | ----------------- | ------------ | ------------ | ------------ | -------------- | --------------- | -------- |
| Heo Min-Ho | Hommes      | 18 min 02 s       | 38 s         | 59 min 46 s  | 28 s         | 35 min 36 s    | 1 h 54 min 30 s | 54e      |

## Voile
| Athlète(s)                | Compétition | Régate 1 | Régate 2 | Régate 3 | Régate 4 | Régate 5 | Régate 6 | Régate 7 | Régate 8 | Régate 9 | Régate 10 | Total net | Total net | Medal Race | Total | Rang |
| Athlète(s)                | Compétition | Score    | Score    | Score    | Score    | Score    | Score    | Score    | Score    | Score    | Score     | Score     | Rang      | Score      | Total | Rang |
| ------------------------- | ----------- | -------- | -------- | -------- | -------- | -------- | -------- | -------- | -------- | -------- | --------- | --------- | --------- | ---------- | ----- | ---- |
| Lee Tae-Hoon              | RS:X        | 8        | 6        | 21       | 17       | 25       | 9        | 21       | 33       | 31       | 19        | 179       | 22e       | -          | -     | -    |
| Ha Jee-Min                | Laser       | 8        | 9        | 15       | 14       | 35       | 50 (DNF) | 50 (DSQ) | 28       | 12       | 17        | 188       | 24e       | -          | -     | -    |
| Cho Sung-Min Park Gun-Woo | 470         | 23       | 14       | 15       | 24       | 20       | 25       | 20       | 8        | 24       | 21        | 169       | 22e       | -          | -     | -    |

## Volley-ball
L'équipe de Corée du Sud féminine participe tournoi féminin après avoir terminé seconde du tournoi de qualification olympique. L'entraîneur Kim Hyung-Sil annonce que l'objectif de l'équipe sud-coréenne est de passer la phase de groupes. Les Sud-Coréennes affrontent les équipes des États-Unis, de Chine, du Brésil, de la Turquie et de Serbie.

### Qualification
La Corée du Sud se qualifie en terminant à la deuxième place du tournoi de qualification olympique en ayant remporté cinq de leurs sept matchs. Elles se sont imposées face aux équipes du Japon, de la Thaïlande, de Cuba, du Pérou et de Taïwan, à chaque fois par trois sets à zéro. Elles se sont en revanche inclinées face à la Russie et la Serbie par trois sets zéros.

### Sélection
Le sélectionneur de l'équipe sud-coréenne, Kim Hyung-Sil, doit choisir 12 joueuses. Toutes les joueuses sélectionnées évolue dans le championnat sud-coréen à l'exception de Yeon-Koung Kim qui joue en Turquie à Fenerbahçe.
Entraîneur :  Kim Hyung-Sil ; entraîneur-adjoint :  Hong Sung-Jin
| #  | Nom            | Date de naissance | Taille | Poids | Poste                     | Club                       |
| -- | -------------- | ----------------- | ------ | ----- | ------------------------- | -------------------------- |
| 3  | Joon-Eem Ha    | 26 décembre 1989  | 189    | 74    | Centrale                  | Korea Highway Corp         |
| 4  | Sa-Nee Kim     | 21 juin 1981      | 180    | 75    | Passeuse                  | Heungkuk Life Insurance Co |
| 5  | Hae-Ran Kim    | 16 mars 1984      | 168    | 60    | Libero                    | Korea Highway Corp         |
| 7  | Hyo-Sook Lim   | 26 avril 1982     | 177    | 75    | Réceptionneuse-attaquante | Korea Highway Corp         |
| 10 | Yeon-Koung Kim | 26 février 1988   | 192    | 73    | Réceptionneuse-attaquante | Fenerbahçe                 |
| 11 | Yoo-Mi Han     | 5 février 1982    | 180    | 65    | Réceptionneuse-attaquante | Korea Ginseng Corp         |
| 12 | Song-Yi Han    | 5 septembre 1984  | 186    | 65    | Réceptionneuse-attaquante | GS Caltex                  |
| 13 | Dae-Young Jung | 12 août 1981      | 183    | 71    | Centrale                  | GS Caltex                  |
| 14 | Youn-Joo Hwang | 13 août 1986      | 177    | 68    | Attaquante                | Hyundai                    |
| 17 | Hyo-Jin Yang   | 14 décembre 1989  | 190    | 72    | Centrale                  | Hyundai                    |
| 19 | Hee-Jin Kim    | 29 avril 1991     | 185    | 77    | Attaquante                | IBK                        |
| 20 | Sook-Ja Lee    | 17 juin 1980      | 175    | 58    | Passeuse                  | GS Caltex                  |

### Résultats
Les 12 équipes du tournoi féminin sont réparties en deux groupes dans lesquelles chaque équipe affronte les cinq autres. Les quatre meilleures équipes de chaque groupe sont qualifiées pour les quarts de finale. La Corée du Sud est dans le groupe B avec le Brésil, la Chine, les États-Unis, la Serbie et la Turquie.
La Corée du Sud commence par affronter l'équipe des États-Unis le lendemain de la cérémonie d'ouverture. Le premier set commence très mal, les Sud-Coréennes sont très vite menés quatre points à un mais après un temps mort de leur entraîneur elles reprennent du poil de la bête pour revenir à un petit point des Américaines. À partir de ce moment le set est beaucoup plus équilibré jusqu'à ce que les joueuses des États-Unis prennent le large pour finir le set sur le score de 25 à 19. Lors du second set sera beaucoup plus simple pour la sélection des États-Unis qui va mener quasiment tout le set pour s'imposer 25 à 17. Pour le troisième set les Sud-Coréennes se réveillent et bousculent les Américaines après un début de set compliqué les asiatiques s'imposent 20 à 25. Et enfin le dernier set du match que remportent les États-Unis sur le score de 25 à 21. Les joueuses de la Corée du Sud ont craqué en fin de set.
Deux jours plus tard, les Sud-Coréennes sont face à l'équipe de Serbie. Le match commence très bien pour les Coréennes avec la victoire lors du premier set sur le score large de 25 à 12. Le second set est également à sens unique avec une nouvelle victoire de la Corée du Sud 25 à 16. Lors du troisième set les joueuses Serbes réagissent en dominant à leur tour les débats, elles remportent ce set 25 à 16. Pour le quatrième set les deux équipes font jeu égal, mais les Sud-Coréennes reprennent l’ascendant pour finalement s'imposer 25 à 21 et remporter le match.
- Qualifiés pour les quarts de finale
- Éliminés

| # | Équipe       | Pts | J | G | Gt | Pt | P | Sp | Sc | Ratio | Pp  | Pc  | Ratio |
| 1 | États-Unis   | 15  | 5 | 5 | 0  | 0  | 0 | 15 | 2  | 7.5   | 426 | 345 | 1.235 |
| 2 | Chine        | 9   | 5 | 2 | 1  | 1  | 1 | 11 | 10 | 1.1   | 475 | 461 | 1.03  |
| 3 | Corée du Sud | 8   | 5 | 2 | 0  | 2  | 1 | 11 | 10 | 1.1   | 449 | 451 | 0.996 |
| 4 | Brésil       | 7   | 5 | 1 | 2  | 0  | 2 | 10 | 10 | 1     | 447 | 420 | 1.064 |
| 5 | Turquie      | 6   | 5 | 1 | 1  | 1  | 2 | 9  | 11 | 0.818 | 434 | 443 | 0.98  |
| 6 | Serbie       | 0   | 5 | 0 | 0  | 0  | 5 | 2  | 15 | 0.133 | 296 | 407 | 0.727 |

Quart de Finale
Demi-Finale
Match pour la médaille de bronze